# STS-41-B

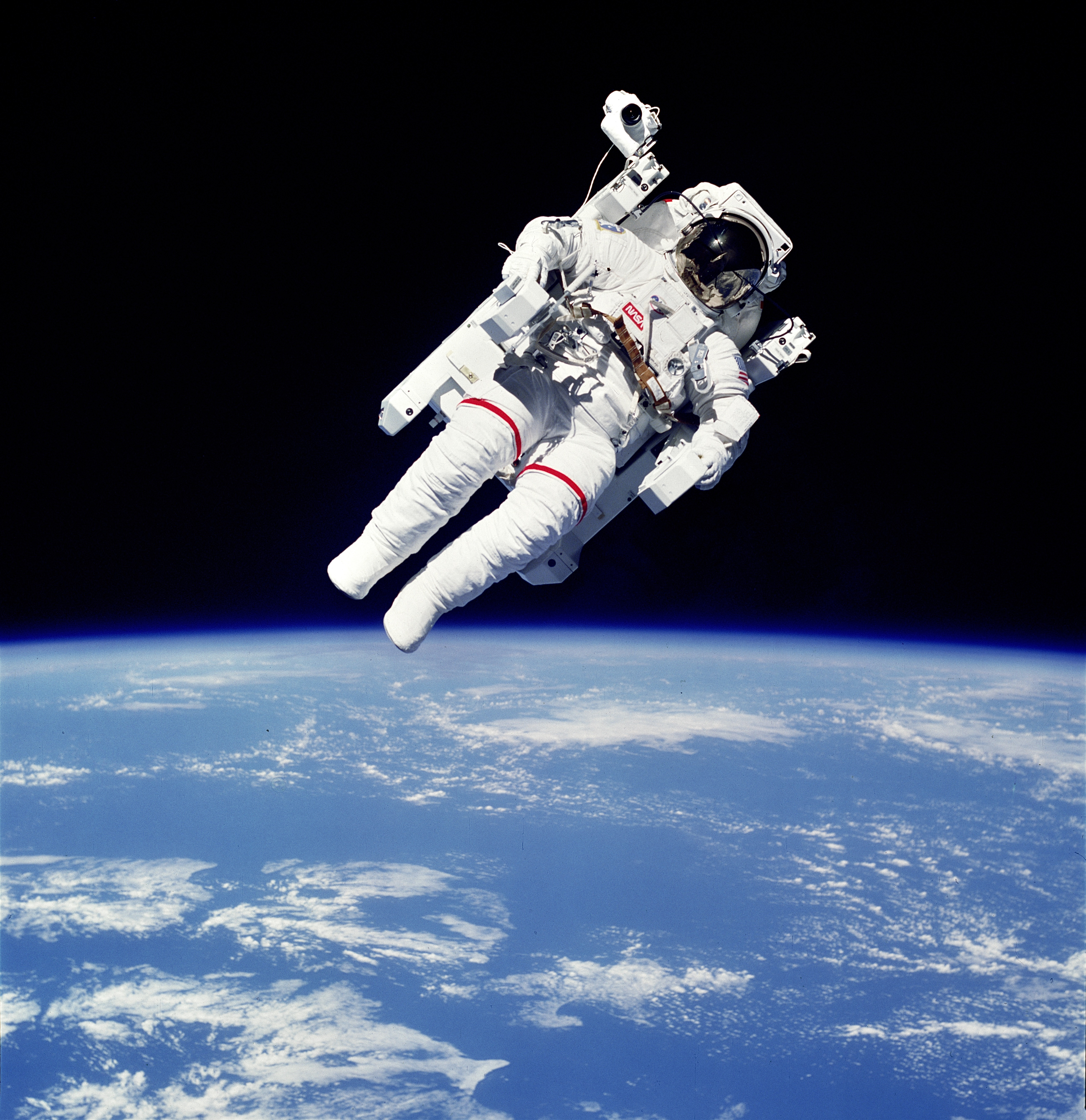
브루스 맥캔들리스 2세는 구름이 덮인 지구 위의 우주에 떠 있는 유인 기동 장치(MMU)를 시연한다.

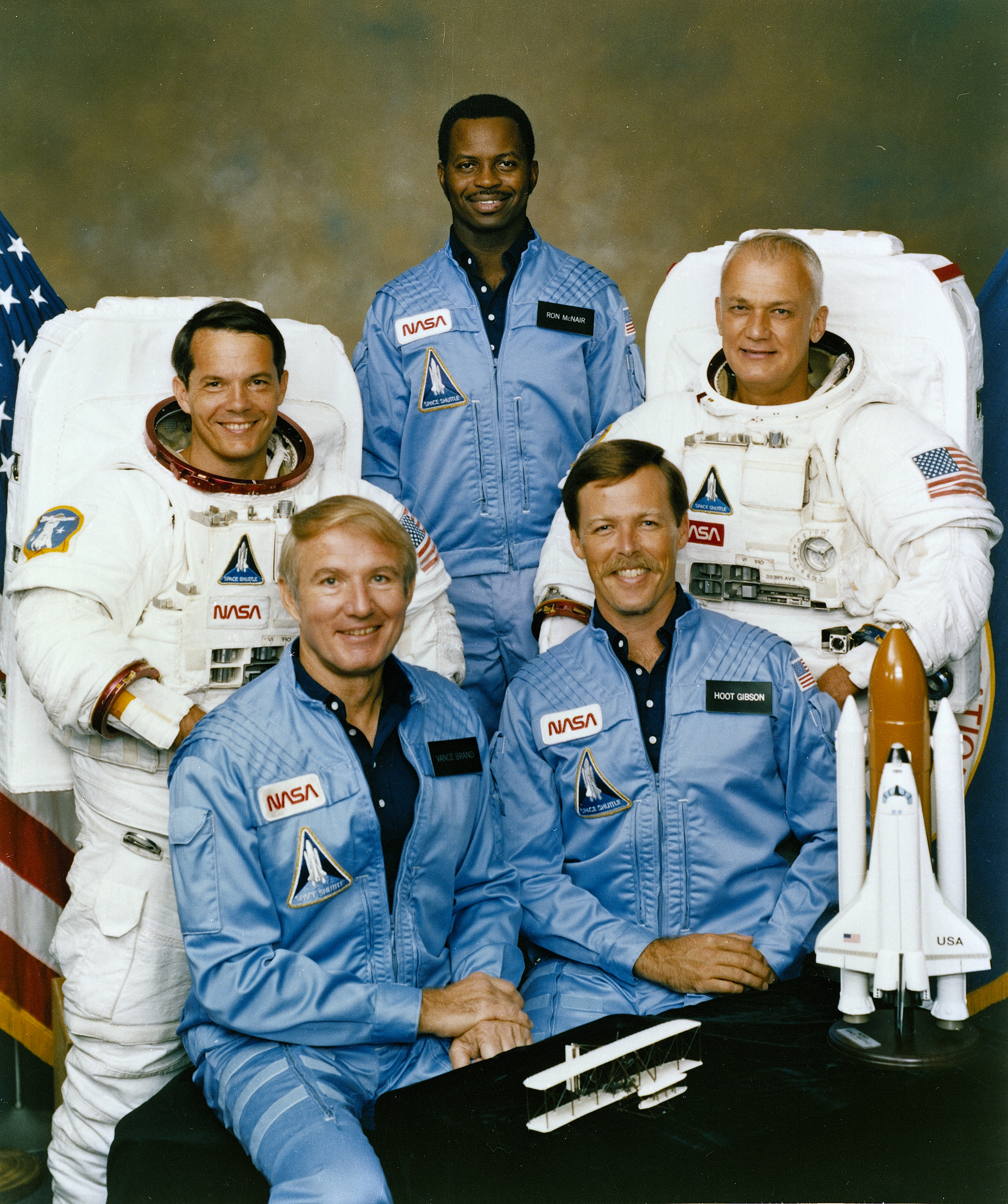
서있는 사람: 임무 전문가 로버트 L. 스튜어트, 로널드 맥네어, 브루스 맥캔들리스 2세. 스튜어트와 맥캔들리스는 선외 활동용 우주복(EMU)를 착용 중이다.
착석한 사람: 밴드 D. 브랜드, 로버트 L. 깁슨

STS-41-B는 NASA의 10번째 우주왕복선 임무이자 챌린저 우주왕복선의 네 번째 비행이었다. 1984년 2월 3일 발사돼 2개의 통신위성을 배치한 뒤 1984년 2월 11일 착륙했다. 또한 최초로 밧줄이 없는 우주 유영을 포함했다는 점도 주목할 만한다.
STS-9 이후 우주왕복선 프로그램의 항공기 번호 부여 시스템이 변경되었다. STS-9의 원래 후속작인 STS-10이 페이로드 지연으로 인해 취소되었기 때문에 원래 내부적으로 STS-11로 지정된 다음 비행은 새로운 번호 지정 시스템의 일부로 STS-41-B가 되었다.